# Остерштедт
Остерштедт (нім. Osterstedt) — громада в Німеччині, розташована в землі Шлезвіг-Гольштейн. Входить до складу району Рендсбург-Екернферде. Складова частина об'єднання громад Міттельгольштайн.
Площа — 10,95 км2. Населення становить 644 ос. (станом на 31 грудня 2020).

## Галерея

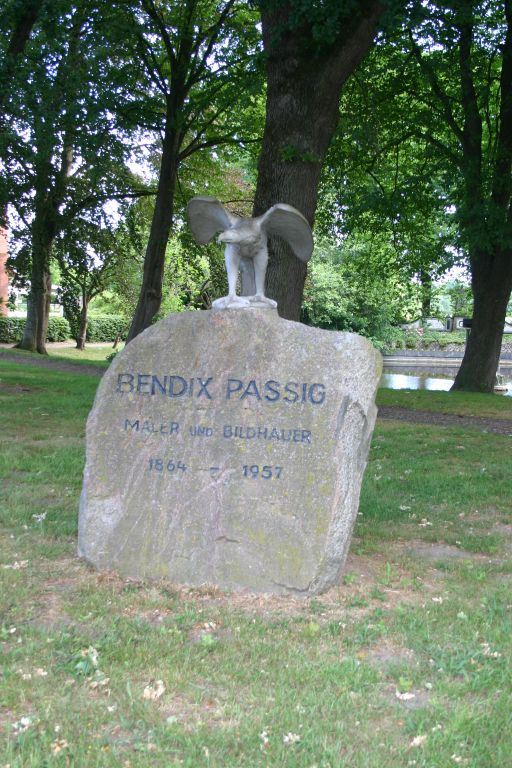